# Boško Vuksanović
Boško Vuksanović (kotor, 4. siječnja 1928. – Beograd, 4. travnja 2011.), crnogorski vaterpolist, dvostruki osvajač srebrne medalje na Olimpijskim igrama u Helsinkiju 1952. i u Melbourneu 1956. godine.